# Megan Jendrick
Megan Jendrick, rođ. Quann (Tacoma, Washington, 15. siječnja 1984.) je američka plivačica. Dvostruka je olimpijska pobjednica u plivanju.